# Sperduti a Manhattan
Sperduti a Manhattan (The Out-of-Towners) è un film del 1999 diretto da Sam Weisman.
Si tratta del remake del film del 1970 Un provinciale a New York, diretto da Arthur Hiller e scritto da Neil Simon.

## Trama
Henry Clark, un agente pubblicitario dell'Ohio viene licenziato, ma, fortunatamente, ottiene ben presto un colloquio di lavoro presso un'importante casa pubblicitaria di New York. Tenendo nascosto alla moglie Nancy il suo licenziamento, decide di portarla con sé a New York anche per rivitalizzare il loro rapporto di matrimonio in crisi. Ma una serie di sfortunati eventi sono in agguato per la coppia: arrivati in aeroporto a New York scoprono che i loro bagagli sono stati smarriti, vengono rapinati e, nell'albergo dove hanno prenotato, il direttore non li accetta senza adeguata copertura economica.
Nella notte, spaesati in una città che non conoscono, passano da un imprevisto all'altro vagando tra Greenwich Village e Central Park. Tutto ciò, però, rinnova e rafforza il loro rapporto. Alla fine e nonostante tutto, Henry riesce a presentarsi al colloquio che, però, scopre essere stato anticipato di un'ora. Riesce comunque a farsi ricevere e proprio traendo spunto dalle vicissitudini appena passate, crea uno slogan che piace moltissimo ai dirigenti che assumono sia lui sia la moglie come sua assistente. La coppia, così, ritrova nuovo slancio e nuova passione.

## Curiosità
- Rudolph Giuliani, sindaco di New York dal 1994 al 2001, appare in un cameo interpretando sé stesso.